# Spinus xanthogastrus
Spinus xanthogastra е вид птица от семейство Чинкови (Fringillidae). Видът е незастрашен от изчезване.

## Разпространение
Разпространен е в Боливия, Колумбия, Коста Рика, Еквадор, Панама, Перу и Венецуела.